# Габриел Порас
Карлос Габриел Порас Флорес (на испански: Carlos Gabriel Porras Flores) е мексикански актьор.

## Биография
Роден е на 13 февруари, 1968 г. в Мексико сити, Мексико. Кариерата му започва с роля в теленовелата „Три пъти София“ на компания TV Azteca. В България става известен с ролята на престъпника Рики Монтана в „Лицето на другата“. Следват роли в успешни теленовели като „Къде е Елиса ?“, „Кралицата на Юга“, „Съседската къща“ и „Смело сърце“. Получава роля в теленовелата на Телемундо - Съпруг под наем, но е извикан по спешност в теленовелата „Господарят на небето“, където изпълнява ролята на Марко Мехия и играе само в първи сезон.

## Семеен живот
Женен е за актрисата Соня Смит от 21 февруари, 2008 г. Развеждат се през 2013 г. по взаимно съгласие. През 2014 г. започва връзка с Алехандра Ортис, сестрата на актрисата Скарлет Ортис.

## Филмография
- Цената да те обичам (El precio de amarte) (2024) – Хорхе Нието
- Почитателката (La Fan) (2017) – Габриел Бустаманте
- Под същото небе (Bajo el mismo cielo) (2015) – Карлос Мартинес
- Клетниците (Los Miserables) (2014) – Олегарио Перес „Дяволът“
- Господарят на небесата (El Senor de los Cielos) (2013) – Марко Мехия
- Смело сърце (Corazon Valiente) (2012) – Мигел Валдес Гутиерес
- Съседската къща (La Casa de al Lado) (2011) – Гонсало Ибаньес
- Кралицата на Юга (La Reina del Sur) (2010/11) – Гато Фиерос
- Къде е Елиса ? (Donde esta Elisa ?) (2010) – Марио Алтамира
- Лицето на другата (El Rostro de Analia) (2008/09) – Рикардо Ривера/„Рики Монтана“
- Силикон за Рая (Sin senos no hay Paraiso) (2008) – Фернандо Рей
- Equinoccio y la piramide magica (2007)
- Зрънце любов (Madre Luna) (2007) – Леонардо Сиснерос
- La misma luna (2007) – Пако
- Propiedad ajena (2007) – Хосе Инес
- La vida inmune (2006) – Андрес
- Шампиони (Campeones de la vida) (2006) – Гидо Гевара
- Винаги ще те помня (Olividarte jamas) (2006) – Диего Ибара
- Reflejos (2005)
- En el sofa (2005)
- La Moral en turno (2005)
- Съдбовни решения (Decisiones) (2005/08)
- Mi nombre es Ringo (2005) – Ринго
- Zapato (2004)
- Осъдена (Prisionera) (2004) – Даниел Монкада (II)
- El Fin del sur (2004) – Емилиано Сапата
- Puerto Vallarta Squeeze (2004) – Федерале
- El poder del amor (2003)
- Ранена душа (El alma herida) (2003/04) – Хуан Мануел
- Noche santa (2002)
- Feliz navidad mama (2002) – Мариано
- Perro negro (2001) – Мончо
- Всичко от любов (Todo por Amor) (2000) – Алехандро
- Чичо Алберто (El tío Alberto) (2000) – Педро
- En un claroscuro de la luna (1999) – Олегарио
- La Casa del naranjo (1998) – Дамян
- Три пъти София (Tres veces Sofía) (1998) – Херман Лисаралде
- Clandestinos (1996)
- Proxima salida a 50 metros (1995)
- Quimera (1994)